# فادريكي إنريكس

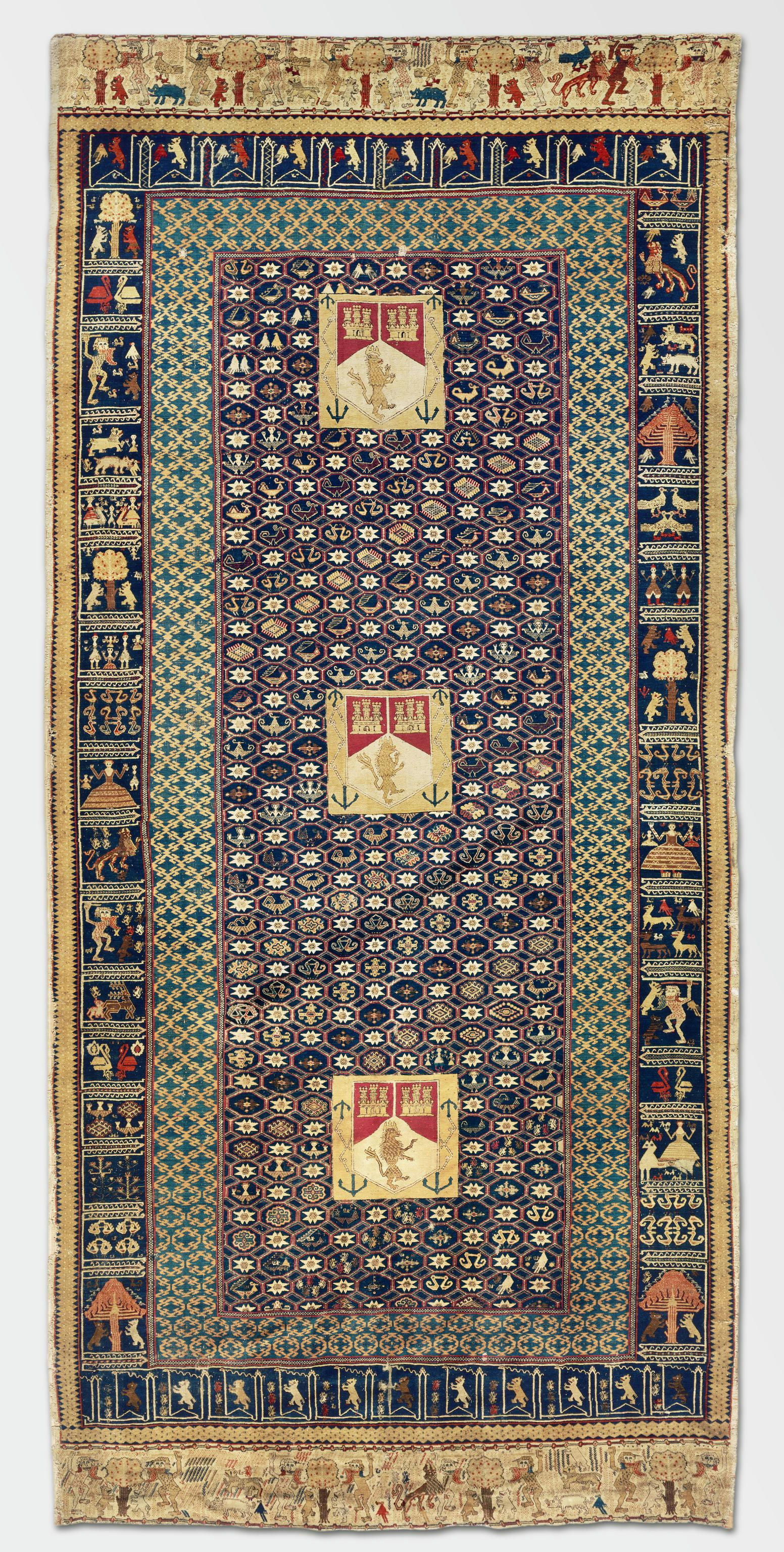
"Admiral" Heraldic Carpet

فادريكي إنريكس دي مندوزا (Fadrique Enríquez de Mendoza) (؟ --؟ - 1473). نبيل قشتالي. أميرال قشتالة الثاني، الدوق الثاني لمدينة ريوسيكو، وكونت ملغار الأول. وينتمي إلى عائلة آل إنريكي المهمة.
وهو ابن ألونسو إنريكس ابن فادريكي ألفونسو القشتالي أحد الأبناء غير الشرعيين لألفونسو الحادي عشر.